# Columna Móvil Teófilo Forero
La Columna Móvil Teófilo Forero fue una unidad militar especial de la guerrilla de las Fuerzas Armadas Revolucionarias de Colombia-Ejército del Pueblo (FARC-EP) que estuvo activa desde 1993 hasta 2016. Era considerada una tropa de élite de los bloques Sur y Oriental de la organización y fue acusada por el gobierno colombiano de cometer acciones violentas y terroristas durante el Conflicto armado interno de Colombia. Fue comandada por Hernán Darío Velásquez, más conocido como "Óscar Montero" o "El Paisa".

## Nombre
La unidad fue bautizada en homenaje al líder comunista colombiano Teófilo Forero, que fue asesinado el 27 de febrero de 1989.

## Historia

### Inicios
La Columna Móvil Teófilo Forero fue creada en 1993, como una unidad de élite con la función de proteger al Secretariado de las FARC-EP o comando central por lo que era integrada por los mejores combatientes de las FARC-EP. En sus inicios realizaba operaciones tipo comando en zonas rurales y dado que las FARC-EP emprendieron una etapa de crecimiento, debido al debilitamiento de los carteles de Medellín y Cali y su expulsión de Casa Verde, fue así como Alias el paisa asumiera esta estructura debido a sus acercamientos en el negocio de la coca con el cartel de Medellín, ya que este se había iniciado como sicario del cartel de Medellín; las FARC-EP asumieron el vacío en el negocio del narcotráfico. El fortalecimiento militar se hizo notorio en las tomas guerrilleras en las que participó la Columna Móvil Teófilo Forero; La Toma de Miraflores y la Toma de El Billar.[cita requerida]

### Diálogos de paz con el gobierno Pastrana (1998-2002)
Los comandantes de las FARC-EP le empezaron a cambiar las funciones a la Columna Móvil Teófilo Forero durante los diálogos de paz entre el gobierno Pastrana y las FARC-EP, llevados a cabo entre 1998 y 2002. La columna móvil luego pasó a ser jerárquicamente dependiente del Bloque Sur de las FARC-EP, comandado por alias Joaquín Gómez miembro del secretariado y uno de los negociadores por parte del grupo guerrillero durante dicho proceso de paz con el gobierno de Andrés Pastrana. El radio de acción de la Teófilo Forero se centró en la entonces llamada "zona de distensión", zona desmilitarizada por el gobierno colombiano para llevar a cabo los diálogos. Su base se ubicó en Algeciras (Huila) e incluyó un corredor que pasaba por los municipios de San Vicente del Caguán, El Doncello y Puerto Rico, entre otras poblaciones del área.[cita requerida]
Con el término de la zona de distensión, las FARC-EP redujeron sus operaciones ofensivas en masa y de gran despliegue logístico, tras empezar a sufrir reveses militares, como ocurrió en Puerto Lleras en 1999. Algunas columnas móviles fueron desarticuladas, mientras otras fueron agregadas al área de operaciones de un respectivo bloque. La Columna Móvil Teófilo Forero fue asignada a la Cordillera Oriental de los Andes que divide los departamentos del Huila y Caquetá. La zona es considerada por el gobierno colombiano como la principal retaguardia estratégica de las FARC-EP: las regiones del Caguán y los llanos del Yarí ya que además de ser uno de los principales de droga hacia el Océano Pacífico, México y Estados Unidos, también es una zona ganadera donde extorsionan a transportadores y ganaderos caqueteños.
Secuestro de Avión de Aires (2000)
El 15 de septiembre de 2000 un guerrillero miembro de la Columna Móvil Teófilo Forero capturado, Arnubio Ramos, secuestró un avión de la empresa Aires en el que era llevado a una declaración judicial. El avión fue desviado hacia San Vicente del Caguán (Caquetá), donde se llevaban a cabo las negociaciones de paz entre el gobierno y las FARC-EP. El guerrillero fue protegido por ese grupo insurgente.
Asesinato de Diego Turbay Cote
De las primeras acciones bélicas de la Columna Móvil Teófilo Forero ocurrió el 29 de diciembre de 2000 con el asesinato del congresista Diego Turbay Cote, su madre y cinco personas más que fueron emboscadas en la vía que conduce de Puerto Rico, departamento del Meta a Florencia, departamento del Caquetá.
Atentados a personalidades públicas
También planearon atentar contra la periodista colombiana Claudia Gurisatti, además de otros planes cometidos como en el asesinato del diputado de Caquetá Carlos Páez y la muerte de varios coroneles y generales.
Asalto al Edificio Miraflores de Neiva
El 26 de julio de 2001, la Columna Móvil Teófilo Forero secuestro a 15 personas del edificio Miraflores en la ciudad de Neiva, departamento del Huila, que incluyó a Gloria Polanco, constituyendo el primer plagio masivo en una ciudad capital que es cometido por las FARC y el segundo más alto impacto ocurrido desde el secuestro en la Iglesia La María en Cali perpetuado por el ELN en 1999. La inteligencia, fue desarrollada por una guerrillera de la estructura, la cual se hizo pasar por empleada de servicio, toda esta actividad fue coordinada por la confianza y prestigio que tenía para aquel entonces Sandy Rocío Villalba Mosquera y su esposo Lester Tamayo Arias, Sandy Rocío es sobrina del ministro de agricultura para el año 2000 Rodrigo Villalba Mosquera (actualmente Senador); desde la residencia de Sandy Rocío se planeaban y se ejecutaban las acciones terroristas en la ciudad de Neiva por parte de la Columna Móvil Teófilo Forero. En el año 2001 fue capturada por el CTI en compañía de su esposo y cinco miembros más de las FARC-EP. La casa de residencia de Sandy Rocío Villaba servía para el albergue de los miembros de la columna móvil fue declarada para extinción de dominio por las autoridades colombianas.[cita requerida]
Desde la residencia de Sandy Rocío Villalba Mosquera se planearon y se ejecutaron las siguientes acciones las cuales quedaron registradas en los principales periódicos, y fue demostrado por la Fiscalía General de la Nación la participación activa de todas estas acciones por parte familia tan prestigiosa en la ciudad de Neiva; en la fiscalía reposan audios y videos que demuestran esta actividad.
Secuestro de Consuelo González Perdomo
El 10 de septiembre de 2001, Miembros de la Columna Móvil Teófilo Forero Secuestro a la parlamentaria cuando se dirigía a Neiva desde Pitalito, para tomar un avión hacia Bogotá.
Secuestro de Avión de Aires (2002)
El 20 de febrero de 2002, un comando guerrillero de la Columna Móvil Teófilo Forero secuestró un avión de la aerolínea Aires en el que viajaba el representante Jorge Eduardo Géchem y lo hicieron aterrizar en una carretera de Hobo ( Huila). Constituye también como el primer secuestro de una aeronave realizado por el grupo guerrillero y el segundo de más alto impacto desde el secuestro del vuelo 9463 de Avianca. Tras el secuestro se acabaron los diálogos de paz y la zona de distensión.

### Después de los diálogos  (2002-2016)
Secuestro de los diputados del Valle del Cauca
El 11 de abril de 2002, la Columna Móvil Teófilo Forero efectuó un secuestro masivo en Cali, asaltaron la Asamblea Departamental del Valle del Cauca y secuestraron a 12 diputados.
Atentado contra Álvaro Uribe
El 14 de abril de 2002, hombres pertenecientes a la Columna Móvil Teófilo Forero perpetraron un atentado contra la vida del presidente colombiano Álvaro Uribe en la ciudad de Barranquilla. El ataque resultó infructuoso.
Atentado al club El Nogal
El 7 de febrero de 2003 miembros de las Columna Móvil Teófilo Forero cargaron un vehículo con explosivos, burlaron la seguridad del club social El Nogal en la ciudad de Bogotá y activaron la carga. El atentado dejó numerosos muertos y heridos, además de las instalaciones parcialmente destruidas. Como resultado de las investigaciones realizadas por la JEP, el atentado tenía como objetivo asesinar tanto a miembros allegados al entonces presidente Álvaro Uribe Vélez como a importantes jefes de las AUC, aseverando que en dicho club se gestaban relaciones clandestinas entre paramilitares, narcotraficantes, militares, políticos y empresarios.
Casa-Bomba en Neiva
El 14 de febrero de 2003, la Columna Móvil Teófilo Forero abarrotó con explosivos una casa del barrio Villa Magdalena de la ciudad de Neiva, Huila. La carga estalló a las 5:25 AM (UTC-5), en momentos en que la fiscal especializada Cecilia Giraldo, el mayor de la Policía Henry Angarita y otros ocho policías intentaban allanar dicha casa. La explosión produjo la muerte de 18 personas y dejó a heridas a otras 48. La Fiscalía y la Policía llegaron al lugar siguiéndole la pista a un presunto atentado de la Columna Móvil Teófilo Forero que sería dirigido al presidente Álvaro Uribe y que ese día iba a visitar la ciudad de Neiva.
Secuestro de tres contratistas estadounidenses
Los contratistas estadounidenses Thomas Howes, Keith Stansell y Marc Gonsalves fueron secuestrados el 13 de febrero de 2003 luego de que la avioneta en el que viajaban fuera derribada por las FARC-EP en la selva colombiana. El gobierno colombiano ha acusado a miembros de la Columna Móvil Teófilo Forero como responsables del dicho secuestro.
Atentado en Zona Rosa de Bogotá (2003)
El 15 de noviembre de 2003, miembros de la Columna Móvil Teófilo Forero atacaron con dos granadas de fragmentación los bares Bogotá Beer Company y Palos de Moguer. Una mujer murió y 74 personas más resultaron heridas. Miembros de la columna móvil Teófilo Forero fueron detenidos y condenados por el hecho. El atentado, al parecer, estaba dirigido contra ciudadanos norteamericanos que se encontraban en el lugar y que resultaron heridos.
Masacre de Concejales de Puerto Rico, Caquetá
El 24 de mayo de 2005, miembros de la Columna Móvil Teófilo Forero irrumpieron una sesión del Concejo del Municipio de Puerto Rico, en el departamento del Caquetá. El grupo de guerrilleros asesinaron a cinco concejales y al secretario del cabildo, mientras que ocho concejales resultaron heridos.
Asesinato de Jaime Lozada
El 3 de diciembre de 2005 La Columna Móvil Teófilo Forero asesinó al exsenador Jaime Lozada mientras su esposa, Gloria Polanco permanecía secuestrada. Lozada fue asesinado mientras volvía de una correría política por Huila. Lozada fue emboscado por guerrilleros de la columna Teófilo Forero en un lugar conocido como Altares. El exsenador estaba casado con Gloria Polanco, quien fue secuestrada en el Asalto al edificio Miraflores de Neiva. En aquella ocasión también fueron secuestrados dos de sus hijos, por quienes pagó para que fueran liberados.
Masacre de Concejales de Rivera, Huila
El 27 de febrero de 2006 fue el primer acto de sabotaje de las FARC a las Elecciones presidenciales de Colombia de 2006. Los nueve concejales fueron masacrados en Rivera mientras sesionaban la Estancia Los Gabrieles. Miembros de la fuerza pública capturaron al concejal del municipio Gil Trujillo Quintero, acusado de ser miembro de la Columna Móvil Teófilo Forero y habría pasado la información necesaria para realizar el ataque. En la acción murieron los Concejales Arfail Arias, Luis Ernesto Ibarra Ramírez, Aníbal Azuero Paredes, Luis Octavio Escobar González, Jaime Andrés Perdomo Losada, Héctor Iván Tovar Polanía, Desiderio Suárez, Sílfides Miguel Fernández y Moisés Ortiz Cabrera.
Asesinato de Rafael Bustos
El 25 de abril de 2006, miembros de la Columna Móvil Teófilo Forero asesinaron a un concejal del municipio de Campoalegre, departamento del Huila, convirtiéndose en el undécimo edil asesinado por dicho grupo.[cita requerida]
Secuestro del concejal Armando Acuña
El 29 de mayo de 2009, Miembros de la Columna Móvil Teófilo Forero, llegó hasta la Alcaldía de Garzón a plena luz del día y secuestraron al concejal. En la acción murieron un policía y dos guardaespaldas privados. En la persecución dos soldados murieron y tres resultaron heridos.[cita requerida]
Asesinato de Luis Francisco Cuéllar
El 22 de diciembre de 2009, la Columna Móvil Teófilo Forero, asesinó al gobernador del departamento de Caquetá, Luis Francisco Cuéllar tras secuestrarle en una operación tipo comando en la que asaltaron su casa.
Asesinato de policías en Doncello
El 3 de septiembre de 2010, Miembros de la Columna Móvil Teófilo Forero, asesinaron a 14 policías que se movilizaban entre las poblaciones de Doncello y Rionegro, otros más resultaron heridos.[cita requerida]
Asesinato del policía Francisco Javier Cuéllar Medina en Hobo Huila
El 19 de agosto de 2012; Miembros de la Columna Móvil Teófilo Forero asesinaron con 9 tiros al policía, el mismo día fueron capturados en Algeciras (Huila), con el arma del oficial asesinado.[cita requerida]

## Estructura
La Columna Móvil Teófilo Forero fue liderada por alias "El Paisa" y estaba compuesta por aproximadamente seis compañías que operaron en zonas rurales y urbanas de los departamentos de Huila y Caquetá principalmente. También contó con tres grupos de operaciones que se movilizaban y apoyaban a otros frentes. Aunque la Teófilo Forero combatía en zonas rurales, en su momento fue designada como la estructura de las FARC para acciones urbanas utilizando comandos especializados o con milicianos del PCCC. En total se calcula que contaba con unos 600 hombres y mujeres, seleccionados de distintos frentes.
Planeaba fríamente sus operaciones y realizaba inteligencia con el fin de atacar y lograr objetivos; por lo general acciones de impacto en las fuerzas armadas de Colombia, sin escatimar en las víctimas y utilizando comandos de pocos milicianos para evitar filtración de información sobre sus planes.
La estructura armada de las FARC Columna Móvil “Teófilo Forero” la cual fue élite en la década de los años 90 y parte del 2000, ejecutó acciones de resonancia internacional, actividad que le permitió organizar desde la Zona de distensión, .- área otorgada por el Gobierno Colombiano de la época para negociar la paz con esta organización.- esta estructura después del año 2003 con su última acción bélica (Club el Nogal) perdió su estrategia de atacar a los políticos, en el año 2009 asesinaron al Gobernador del departamento del Caquetá, luego de un intento de secuestrarle en su propia casa en el municipio de Florencia (Caquetá); de esta forma la organización ha dejado de ser móvil y se convirtió en una cuadrilla territorial la cual protege el corredor de movilidad que une a los departamentos del Huila y Caquetá, y le permite al bloque sur la entrada de material de guerra e intendencia a las demás cuadrillas que se ubican en el Caquetá como la cuadrilla 15, la cuadrilla 49 y el frente “Felipe Rincón”; de esta manera se convierte en una estructura importante para la organización.[cita requerida]
Para el año 2010 y 2011 el Estado Colombiano creó el Comando operativo N.5 cuyo objetivo era la de contener y neutralizar las acciones de esta estructura en el área del Departamento del Huila, más adelante en febrero del 2011 este Comando cambia su denominación a Fuerza de Tarea de Algeciras (FUTAL) con más de 2000 hombres; se ubicaba allí en este municipio por ser el epicentro estratégico de las FARC para abastecer a la cuadrilla Teófilo Forero; a partir de este momento la estructura armada sufrió duros golpes contra su estrategia y planes terroristas al desarrollar una estrategia militar que le permite obtener asesinar, desmovilizar y capturar a sus integrantes.[cita requerida]
El estado Colombiano luego de muchos años entendió que la lucha contra la insurgencia debía ser integral, para lo cual debía atacar (capturando o desapareciendo) a su parte armada y política sucesivamente y con más contundencia a la organización de masas y estructura de milicias urbanas y rurales de las FARC; en el curso de ésta búsqueda de resultados encuentra que la cuadrilla Teófilo Forero se hizo fuerte gracias a la organización de milicias las cuales sumaban más de 200 hombres que brindaban apoyo logístico, militar y de inteligencia a las FARC; es por ello que esta estructura fue golpeada en su red de milicias lo cual la debilitó y le hizo perder espacio en el municipio de Algeciras y sus localidades de la Arcadia, el Toro y el Paraíso, en el área del Caquetá como en la localidad de Balsillas, Guayabal, Puerto Amor y Guacamayas perdió el apoyo de la población civil, que en años anteriores era su base estructural. En los municipios de San Vicente del Caguán y Puerto Rico el estado hizo presencia y debilitó organizacionalmente el apoyo de esta cuadrilla Teófilo Forero Castro.[cita requerida]
A continuación se hace una relación de los miembros de la cuadrilla que fueron neutralizados por el estado Colombiano y que revelaban los planes de esta organización lo que permitió a los miembros del Ejército Colombiano avanzar hacia sus áreas de concentración y áreas de campamentos.[cita requerida]
La siguiente información fue obtenida por los miembros de la estructura que abandonaron las filas de las FARC e información obtenida por el estado Colombiano en las diferentes operaciones militares que desarrolla en la región del Huila y Caquetá.[cita requerida]
La estructura armada para el año 2011 quedó debilitada y organizada a 3 compañías tras haberse consolidado con más de 6 compañías en el año 2008, la contundencia del estado Colombiano por intermedio de la FUERZA DE TAREA ALGECIRAS, obligó a sus cabecillas a reorganizar su estrategia y sus compañías al interior de la cuadrilla quedando un total de 165 hombres a 2016, luego de tener más 350 hombres en sus filas.[cita requerida]

### Miembros notables
| Nombre                          | Alias                        | Notas |
| ------------------------------- | ---------------------------- | --- |
| - Hernán Darío Velásquez        | "Óscar Montero" o "El Paisa" | Jefe de la Columna Móvil Teófilo Forero |
| - Daniel Bolaños                | "Diván"                      | Jefe de la Columna Móvil Teófilo Forero cuando "El Paisa" pasó a la frontera con Ecuador para dirigir un frente. |
| - María del Carmen Moreno       | "La Boruga"                  | Jefe de finanzas. |
| - Hermer Triana                 | "James Patamala"             | Jefe de finanzas, muerto en 2009. |
| - Numar Ballén                  | "Bernardo" o "Cotrino"       | Jefe de Finanzas entre 2009 y octubre de 2011, de la Columna Móvil Teófilo Forero. Se entregó al Ejército el 6 de octubre de 2011, entre el Huila y el Caquetá. |
| - Franklin González Ramírez.    |                              | Segundo al mando de la Columna Móvil Teófilo Forero. Muerto en combate. Tiene el alias de Corcho O Rodolfo, actualmente mayo de 2012, se desempeña como el segundo comandante de la Columna Teofilo Forero. |
| - Alexánder Gutiérrez Arias     | 'Bombillo'.                  | |
| - Jairo Alfonso Lesmes Bulla    | ‘Javier Calderón'            | Comandante de la Comisión Internacional de las FARC(comisionado), conocido en su momento como el embajador de esa organización y heredero de alias ‘Rodrigo Granda'. Además planeó atentar contra el ministro de Defensa, Juan Manuel Santos, el exministro Fernando Londoño Hoyos, el periodista Guillermo Santos, la Dirección de Sanidad de las Fuerzas Militares y las instalaciones del Canal RCN. |
| - Orlando Hernández Cardona     | 'Alberto'.                   | |
| - Jeremías Carabalí             | 'Templete'                   | Líder de milicias y jefe de finanzas. |
| - Míller Duván Ríos Perdomo     | 'Esneider' o 'Arete'.        | |
| - Pedro Luís Sánchez Molano     | 'Chucho'                     | |
| - Daniel Quintero Sánchez       | 'Daniel'                     | |
| - Alexander Moncayo Quintero    | 'Muleto'                     | |
| - María Edith Camargo Hernández | "La Frijolita".              | Capturada en 2009 |
| - Fernando Bahamón Céspedes     |                              | Exjefe de seguridad de la Columna Móvil Teófilo Forero (desmovilizado). Salpicó al político caqueteño Luis Fernando Almario con las FARC, lo que inició el escándalo de la Farcpolítica. |
| - Humberto Valbuena Morales     | 'Yerbas'                     | Fue segundo comandante de la Columna Móvil Teófilo Forero, dado de baja en Operación JM. |
| - Luis Alberto Triana Puertas   | 'Calambrina' o 'Enrique'     | Jefe de milicias de la columna Teófilo Forero. Muerto en combate en la vereda Quebradón Sur, jurisdicción del municipio de Algeciras al oriente del departamento de Huila. Participó en tomas guerrilleras a las estaciones de Policía de los municipios de Algeciras, Hobo y Gigante. |

### Unidades
Hacia el año 2003, la Columna Móvil Teófilo Forero estaba subdividida en cuatro "compañías estratégicas":
- La primera Compañía estratégica: es dirigida por una mujer conocida por los alias de "Sonia" o "La Pilosa". Tiene su campo de operaciones en los límites de los departamentos de Caquetá y Huila.
- Compañía estratégica o segunda estructura "Ayiber González": Al mando de alias "Óscar El Mocho". Opera en el municipio de Algeciras, departamento del Huila.
- Compañía estratégica o primera estructura "Andrés Pombo": Al mando de José Tapierto alias "Rubén Polanco" o "Chencho". Opera en las inspecciones de Guayabales y Las Morras del departamento del Huila.
- La cuarta Compañía estratégica: es dirigida por alias "Leonardo" y opera en la zona de Los Pozos (Caquetá).

Además de estas subdivisiones, la Columna Móvil Teófilo Forero Castro contó con una red de milicias en todo el país.

### Equipos y armamento
Después de creada la FUTAL (Fuerza de Tarea Algeciras) para atacar la estructura armada esta se debilitó reorganizándose a 3 compañías: una de orden público, una de finanzas, y la otra de milicias.[cita requerida]
La Columna Teófilo Forero estaba dotada con armas de asalto, computadores portátiles, equipos de comunicación satelital, y expertos en explosivos. Las autoridades colombianas le ha incautado material bélico como escopetas Mossberg, granadas de fragmentación (con poder de destrucción de 200 metros a la redonda y un alcance de 400 metro), cartuchos y proveedores para fusil que usualmente esconden en caletas bajo tierra.
El 31 de mayo de 2003, el Ejército de Colombia incautó dos lanzacohetes AT-4 de propiedad de Venezuela, pero que fueron encontrados en una vereda del Guamo, (Tolima), en manos de guerrilleros de la columna Teófilo Forero, lo que conllevo a un incidente diplomático entre el gobierno colombiano de Álvaro Uribe, el gobierno sueco contra el gobierno del venezolano Hugo Chávez.
En muchas ocasiones las FARC-EP fabricaron su propio armamento de forma artesanal utilizando trinitrotolueno (TNT), otros explosivos conocidos como "anfo" y "r-1", además de minas antipersonales. Otro material incautado por las autoridades colombianas es el explosivo "anfo". El 26 de noviembre de 2008 las autoridades colombianas descubrieron y desmantelaron una fábrica clandestina de explosivos a la Columna Móvil Teófilo Forero en zona rural de La Granada, en el municipio de San Vicente del Caguán, departamento del Caquetá. La fábrica clandestina tenía capacidad para producir 20 toneladas mensuales de explosivos.

## Financiamiento
Sus principales fuentes de finanzas eran el narcotráfico, del que extraían aproximadamente 26 millones de dólares al año, el secuestro, y la extorsión, principalmente a la administración pública local.
Las poblaciones de Algeciras y Neiva, en el departamento del Huila, y San Vicente del Caguán, en el departamento del Caquetá, constituyeron un triángulo para la extorsión por parte de la Columna Móvil Teófilo Forero. En el año 2009 se incrementaron los ataques terroristas de esa guerrilla en Neiva contra personas que se negaron a pagar las ‘vacunas’ (extorsiones).
Además del narcotráfico y la extorsión, la Columna Móvil Teófilo Forero se financió con empresas fachadas legales. Utilizaron familias como testaferros que les administraban diferentes negocios y les suministraban abastecimientos y otras cosas. Los guerrilleros por lo general secuestraban a un miembro de la familia y condicionan la entrega de éste solo si crean un negocio de fachada para que pudieran pagar el rescate.
El 6 de octubre de 2011, Numar Ballén (a) Bernardo, Jefe de Finanzas de la Columna, se entregó a la Quinta División del Ejército colombiano..